# تاکویا مورو
تاکویا مورو (انگلیسی: Takuya Muro؛ زادهٔ ۲ نوامبر ۱۹۸۲) بازیکن فوتبال اهل ژاپن است.
از باشگاه‌هایی که در آن بازی کرده‌است می‌توان به باشگاه فوتبال توکیو وردی و باشگاه فوتبال ساگان توسو اشاره کرد.